# California Unions for Reliable Energy
 (juin 2024).
La California Unions for Reliable Energy (CURE) est une coalition de syndicats américains située en Californie, et spécifique au domaine de l'énergie.

## Rattachement et modes d'actions
Les syndicats sont principalement affiliés au State Building & Construction Trades Council of California. La coalition utilise les poursuites judiciaires (ou les menaces de poursuites judiciaires) en vertu du California Environmental Quality Act pour forcer les constructeurs de centrales électriques, y compris les nouvelles centrales solaires et d'autres projets d'énergies renouvelables, à signer des « accords de travail de projet », qui exigent que la construction soit réalisée par des travailleurs syndiqués,,.